# 구시가하마정
구시가하마정 (櫛浜町)은 야마구치현 쓰노군에 설치된 정이다. 

## 역사
- 1889년 4월 1일 - 정촌제 시행에 의해 3촌의 구역을 가지고 성립하였다.
- 1940년 9월 29일 - 다이카촌이 정으로 승격해 구시가하마정으로 개칭되었다.
- 1944년 4월 1일 - 구 도쿠야마시, 돈다정, 후쿠가와정, 오쓰시마촌, 야지촌, 헤타촌, 유노촌과 합병해, 새로운 도쿠야마시가 성립, 동일 구시가하마정은 폐지되었다.

## 교통

### 철도
구촌에 교통통신성의 산요본선・간토쿠선이 지나가지만 역은 소재하지 않았다.

## 참고문헌
- 角川日本地名大辞典 35 山口県